# Astaura umbrosa
Astaura umbrosa är en fjärilsart som beskrevs av Sergius G. Kiriakoff 1964. Astaura umbrosa ingår i släktet Astaura och familjen tandspinnare. Inga underarter finns listade i Catalogue of Life.